# Técnicas de sobrevivência
As Técnicas de sobrevivência compõem um conjunto de práticas emergenciais que, compreendidas, treinadas e aplicadas em situações extremas, permitem ao indivíduo prolongar sua vida e manter-se fisicamente íntegro, permitindo-lhe o resgate ou que encontre uma saída para os problemas.
Situações extremas de desastres (acidentes com meio de transporte, terremotos, naufrágios, etc.) podem colocar o indivíduo longe da vida civilizada e do socorro; o conhecimento das técnicas de sobrevivência podem salvar a sua própria vida e a de outros que estejam em sua companhia. O treinamento de sobrevivência é uma das disciplinas militares.
Para o médico e geógrafo brasileiro Josué de Castro, o conceito de técnicas de sobrevivência incluem não somente as situações extremas, mas a sobrevivência do homem no meio atual, que deriva dos avanços científicos, e neles se incluem o uso generalizado de inseticidas e de vacinas, que reduziram as taxas de mortalidade, especialmente infantil e aumento de produção agrícola - o que no mundo atual gerou uma situação em que se permitiu sobreviver - mas não propriamente "viver" de forma adequada.

## Sobrevivência no mar
Para a sobrevivência no mar é facil. É só você ficar parado e quieto, se acalmar e procurar ficar apoiado numa superfície que bóia mas se voce nao tiver uma superfície que boie tente ao máximo se manter acordado e boiando. Se voce estiver perto da margem de uma ilha nade até la para se salvar e de sinais de que tem alguém lá. Se nao tiver e for só rochas não chegue perto pois a correnteza pode-lhe puxar e com o impacto você pode se machucar ou até morrer devido ao impacto.